# Gustave Bridel

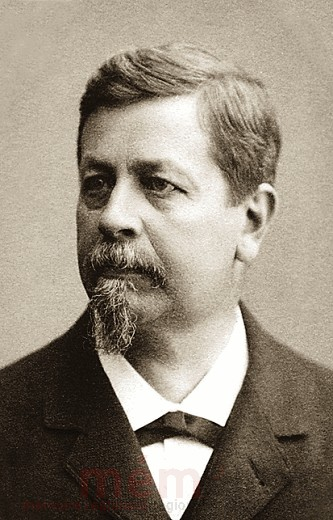
Gustave Bridel (um 1880)

Gustave Albert Bridel (* 26. Oktober 1827 in Biel; † 3. Dezember 1884 in Bern) war ein Schweizer Ingenieur, verantwortlich für eine Anzahl bedeutender Bauten in Frankreich und in der Schweiz.
Zu den bedeutendsten technischen Werken der Schweiz im 19. Jahrhundert gehören die Juragewässer-Korrektion, die bernischen Jurabahnen und die Gotthardbahn. Bei diesen drei Bauwerken stand Bridel während der verantwortungsvollsten Perioden an der Spitze der technischen Leitung.

## Leben
Nach der  Jugendzeit in Biel im frühbarocken Palais Rockhall (heute die Direktion der Ingenieurschule Biel) verbrachte er seine Schulzeit in Biel und in Genf. 1844 begab er sich nach Paris, wo er in die berühmte Ingenieurschule École Centrale Paris aufgenommen wurde und mit 20 Jahren als Maschineningenieur abschloss mit dem Prädikat «Type de la régularité, de l’ordre, de l’intelligence et du travail. Nature remarquable sous tous les rapports pendant son séjour à l’Ecole».
Am 3. Dezember 1884 verstarb Gustave Bridel an einem Magenleiden in Bern, hinterliess drei Kinder (darunter der spätere Waffenchef der Artillerie Oberstdivisionär Gustav Bridel und seine Tochter  Augusta-Albertine-Louise, die mit dem Oberst und Bankier Edmond de Grenus verheiratet war) und seine Ehefrau Marie-Louise Bridel-Carrel. Zu seinem Gedenken wurde in Biel der Gustave-Bridel-Weg gekennzeichnet, und in Bern gibt es die Bridel-Strasse.

## Beruflicher Werdegang
Nach Beteiligung an verschiedenen Eisenbahnprojekten wurde ihm der Bau des «Palais de l’Industrie» mit den dazugehörigen Nebenbauten für die Weltausstellung 1855 an der Champs Elysées in Paris übertragen. Bau und Technik sind im Werk «Le Palais de l’Industrie et ses Annexes», verfasst von Alexis Barrault und Gustave Bridel, umfassend beschrieben.
Im Jahre 1856 wurde vom ehemaligen Professor und Direktor der «École centrale» und einem Verwandten Bridels, Auguste Perdonnet, ein für die damalige Zeit ausserordentlich umfangreiches, zweibändiges Werk mit dem Titel «Traité élémentaire des chemins de fer» herausgegeben. Es war dies das erste Standardwerk auf dem Kontinent über die Technik der Eisenbahnen.
1857 kehrte Bridel zurück in die Schweiz und eröffnete ein Ingenieurbüro in Yverdon. Er betätigte sich im Brückenbau, u. a. auf der Linie Vaumarcus–Lausanne–St. Maurice sowie beim Viadukt über die Orbe bei Vallorbe, in ca. 60 m Höhe über der Flusssohle, mit 160 m Gesamtlänge und 56 m Spannweite der grösste der drei Gitterfachwerkträger.
Von 1868 bis 1873 leitete er die erste, grosse Juragewässerkorrektion (Riccardo La Nicca) mit dem Hauptwerk des Hagneckkanals (Durchbruch in den Bielersee). Vorangegangen waren intensive politische Bemühungen, dem Werk die Durchführung zu sichern.
Von 1873 bis 1879 leitete Bridel den Bau der Bernischen Jurabahnen. Insbesondere beim Bau der Tunnels waren eine Reihe technischer Schwierigkeiten zu meistern.
Bereits in dieser Zeit wurde Bridel um Rat beim Bau der Gotthardbahn gefragt, da sich dort immer mehr Schwierigkeiten abzeichneten. 1879 entschloss er sich nach mehrmaligen Anfragen durch Politik und Gotthardbahngesellschaft, das Amt des Oberingenieurs von Oberingenieur Wilhelm Hellwag zu übernehmen. Die Situation war insbesondere beim Gotthardtunnel sehr kritisch, und er musste gleich zu Beginn die Rekonstruktion von zwei Druckpartien mit Deformation des Tunnelprofils (unter Andermatt, 2800 m und zentral bei 7500 m) in eigener Regie übernehmen. Die bisherige Bauweise zeigte einen Hohlraum zwischen der Mauer und dem Felsen, der mit Bauschutt gefüllt wurde. Aus  dem Werk von Felix Moeschlin (2, S. 462) entnimmt man: «Bridel kommt immer wieder darauf zurück, dass man das Gebirge mit seinem allseitigen Druck als eine Flüssigkeit auffassen müsse.» Ihm stimmten Dr. Stapf und der Kontrollingenieur zu. Alle anderen Instanzen der Bahngesellschaft und der Unternehmung Louis Favre waren anderer Meinung. Er machte nun Gebrauch von seinem Recht zum Rekurs an den Bundesrat, der ihm Recht gab. Bei dieser Sachlage wünschte Bridel, die ganze Verantwortung zu übernehmen. Er schlug der Unternehmung Favre vor, ihr die zweite Rekonstruktion auf beiden Druckpartien abzunehmen und sie mit seinen Ingenieuren selbst durchzuführen. Die Unternehmung stimmte schliesslich zu. Unter seiner Leitung wurden die Arbeiten ausgeführt und die Schäden behoben, die Mauerung hält noch heute. Bohrungen im Jahr 1944 zeigten, dass der Tunnelfirst nur rund 30 Meter unterhalb des mit Schutt aufgefüllten Talgrundes liegt. Dies war der Grund für den zerstörerischen Druck auf den Tunnel.
Mit dem Projekt der frühzeitigen Elektrifizierung des Gotthardtunnels von 1881 bis 1882 wurde beinahe eine Weltpremiere eingeleitet: Bridel untersuchte mit Siemens die Installation des elektrischen Bahnbetriebs. Der letzte Brief von Bridel an Siemens endete mit folgendem Text: «[…] Vor allem würde mir natürlich eine verbindliche Offerte für die Erstellung der Probeanlage convenieren und ich würde mich glücklich schätzen, wenn auf diesem Wege die Aufgabe gründlich gelöst werden könnte.» Aus unbekannten Gründen wurden die Vorschläge nicht weiterverfolgt. Erst 1920 wurde die Strecke elektrifiziert.
Am 22. Mai 1882, einen Monat früher als zugesagt war, fand die offizielle Eröffnungsfeier der Gotthardbahn statt.
Nachdem Bridel den Bau der Gotthardbahn erfolgreich durchgeführt hatte, übernahm er die Stelle eines Direktors der Jura-Bern-Luzern-Bahn. Am 1. März 1883 trat er diese Stelle an, die ihm umso mehr zusagte, als eine grosse Zahl seiner Mitarbeiter seinem Freundeskreis angehörte. In der neben seiner Verwaltungstätigkeit freibleibenden Zeit widmete er sich Gutachten und Schiedsgerichten, wofür er vom In- und Ausland Aufträge erhielt. Überdies wurde er vom Bundesrat zum Mitglied des Schweizerischen Schulrates gewählt, der Aufsichtsbehörde der Eidg. Technischen Hochschule ETH in Zürich.